# St. Nikolai (Geschwenda)

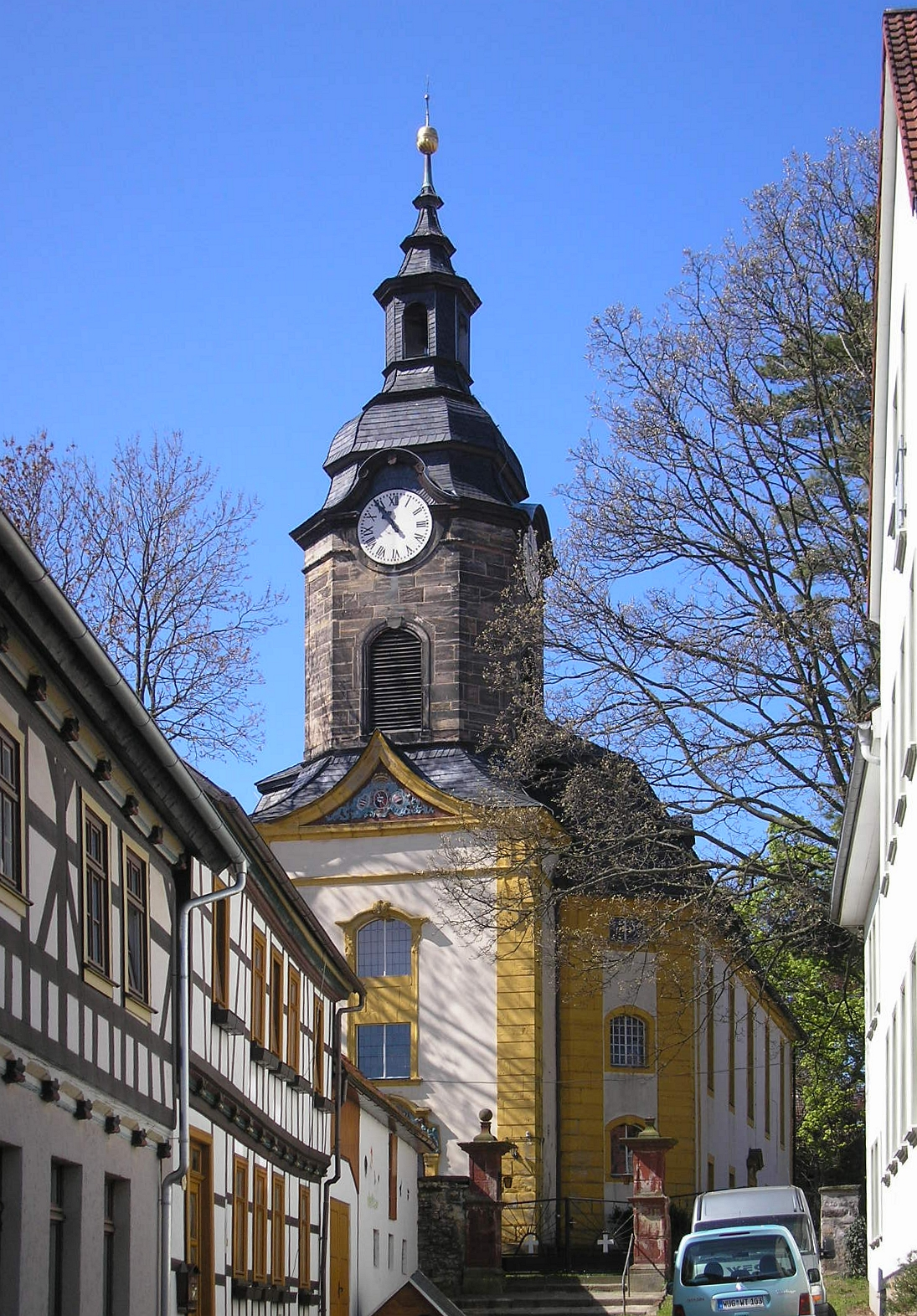
Kirche Geschwenda

Die St.-Nikolai-Kirche ist die evangelisch-lutherische Dorfkirche in Geschwenda im Ilm-Kreis in Thüringen. Sie gehört zum Pfarrbereich Gräfenroda-Geschwenda im Kirchenkreis Arnstadt-Ilmenau der Evangelischen Kirche in Mitteldeutschland.

## Vorgeschichte
Das Ortszentrum dominieren die große, im Stil des späten Barock ab dem 11. September 1741 (Grundsteinlegung) durch Gottfried Heinrich Krohne erbaute und gut erhaltene Nikolaikirche sowie das über 300 Jahre alte Pfarrhaus. Die Pläne für die Kirche reichen bis 1732 zurück. Für den Neubau der einschiffigen Saalkirche mussten das „alte Schloss“ und der Vorgängerbau weichen. Aus diesem, der mehrfach erweitert worden war und erst 1655 einen neuen Kirchturm erhalten hatte, stammt noch der Taufstein. Die Kirche war wegen Baufälligkeit eingestürzt.

## Finanzierung
Bauherr war der damalige Kirchenpatron, Reichsfreiherr und Württembergische Geheimrat und Oberstallmeister Heinrich Reinhard von Röder. Er besaß auch das Schloss Molsdorf in der Nähe von Arnstadt. Das Bild Röders hängt in der Kirche rechts hinter der Kanzel in Höhe der ersten Empore und trägt diesen Vers als Bildunterschrift:
Ehre, Schwende, Deinen Röder,
küsse seine milde Hand,
welche diesem Gotteshause
soviel Gnade zugewandt.
Ein steinernes Wappen der Röderschen Familie ist über dem Haupteingang der Kirche sowie in etwa 10 Meter Höhe am Turm zu sehen.
Der Neubau der Kirche kostete 6603 Gulden. Hinzu kamen die Kosten für die Bilder an der Decke, die über der Kanzel das Auge Gottes, dann die Himmelfahrt, Auferstehung und Verklärung Christi darstellen, mit den übrigen Malereien insgesamt 150 Reichstaler. Die Steinbrüche in Geschwenda, Martinroda und Gräfenroda lieferten das Baumaterial für die Kirche.

## Baubeschreibung
Nachdem bereits am 6. Mai 1741 das Richtfest der neuen Kirche gefeiert war, wurde der Baufortschritt durch den Einsturz des noch nicht vollendeten Kirchturms im Mai 1743 verhindert. Dieser Einsturz zerstörte auch die nebenan stehende Schule vollends, die 1750, etwas größer als die alte, wieder neu gebaut wurde. Nachdem im Mittelalter die Bedeutung der Ostung einer Kirche verloren gegangen war, sehen wir hier eine Kirche, deren Turm mit dem Haupteingang zwar im Osten steht, der Altarraum jedoch im Westen.

### Kirchenschiff und Turm
Die Kirche hat ein abgewalmtes, schiefergedecktes Mansarddach und einen 1746 fertiggestellten, eingezogenen, viereckigen Turm im Osten mit vier Ziffernblättern, über denen der Turmaufbau beginnt und die über Rundbögen verfügen. Der Turm – laut Kirchenchronik „66 Schuh“ hoch, entspricht etwa 20 m – hat eine abgestufte Schweifkuppel mit Laterne sowie eine Spitze, die von drei Gesimsen unterbrochen ist. Darüber erheben sich die Turmkugel und die Wetterfahne. Ein kleiner barocker Vorbau mit Portal ist an den Turm angebaut, das Portal krönt das Wappen des Bauherrn Freiherr von Röder.
An die Westwand des Schiffes war ursprünglich eine hölzerne Treppe angebaut, die zum „Röderschen Adelsstand“ (auch „Herrenstand“) nach innen führte. Hiervon sind an der Wand nur noch spärliche Reste zu sehen.

## Inneres

### Taufstein
Im weiß-grau-goldenen Kircheninneren ist besonders der Taufstein von 1617 mit Messingschale sehenswert. Er wurde zum 100-jährigen Gedächtnis zur Reformation aufgestellt. Wie bereits erwähnt, stammt er aus der Vorgängerkirche.

### Altar
Außerdem besticht der Innenraum der Kirche durch einen prachtvollen Kanzelaltar, der wohl ebenfalls aus der Vorgängerkirche stammt, und einen reich verzierten Orgelprospekt von Johann Michael Gutjahr aus Seebergen von 1744 bis 1748. An der Wand rechts des Altars in der ersten Empore ist ein Porträt des Freiherrn zu sehen. 1747 war der gesamte Kirchenbau fertiggestellt.

### Orgel
In der alten Kirche wurde 1647 wurde durch Sebastian Wätzschele aus Seebergen eine Orgel eingebaut, die 1673 von Caspar Lehmann aus Suhl erneuert wurde. Für rund 620 Taler schuf 1744 Johann Michael Gutjahr aus Seebergen für die neuerbaute Kirche eine Orgel. Die heutige zweimanualige Orgel stammt von Guido Knauf aus dem Jahre 1882; Knauf verwendete beim Bau die alten Register. Der Johann Sebastian Bach nahestehende Komponist Johann Peter Kellner entwickelte für die Orgel die Disposition.

### Deckengemälde
Gottfried (Vater) und Christian Gottfried (Sohn) Wunderlich, Arnstädter Hofmaler, gestalteten die Deckengemälde der mittleren Tonne des Kirchenschiffs auf Leinwand. Sie zeigen Szenen aus der biblischen Geschichte. Von Wunderlich wurde auch die Rödersche Patronatsloge gestaltet. An der Westwand befinden sich Porträtbilder der Pfarrer von 1533 bis 1768.

### Tafel der nachreformatorischen Pfarrer

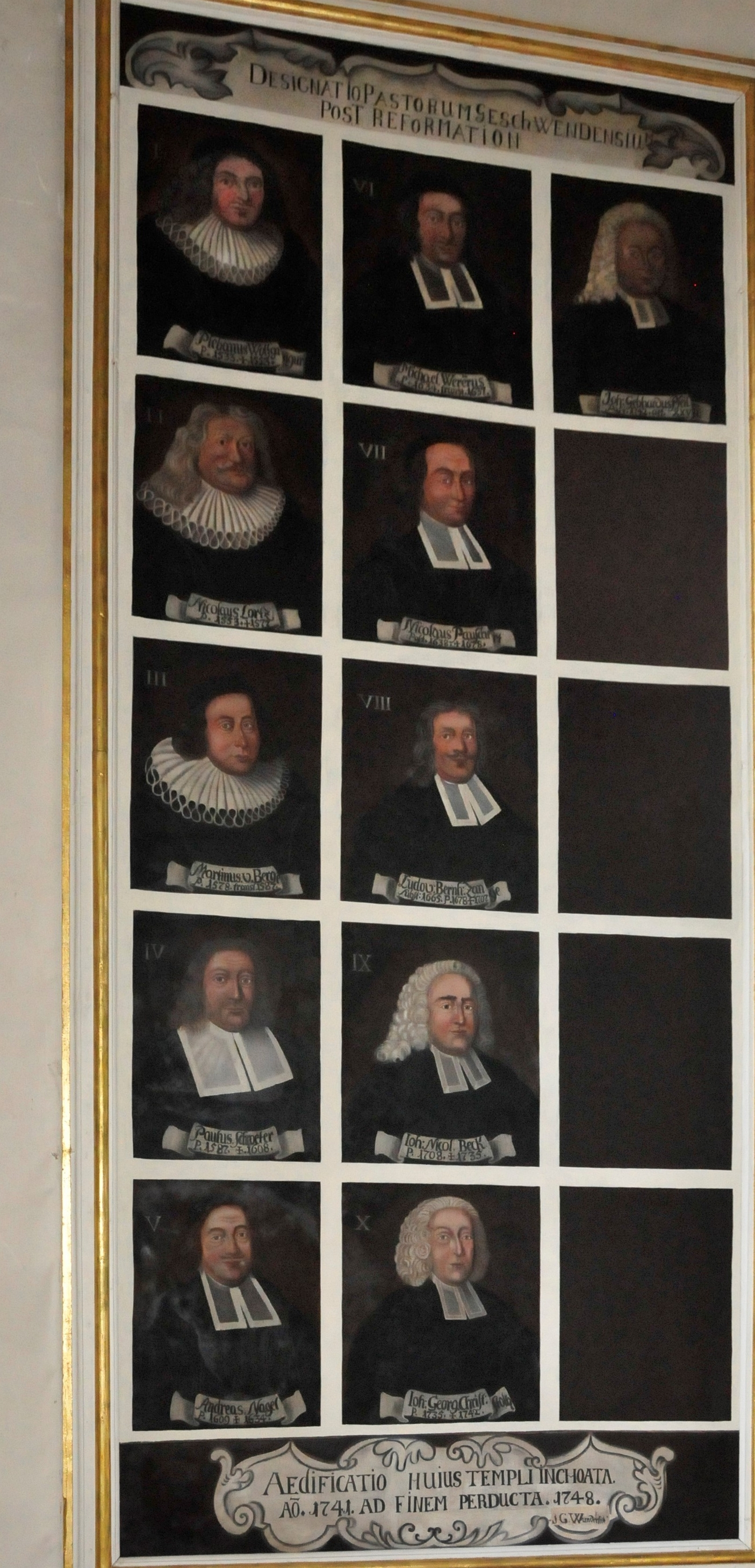
Tafel der nachreformatorischen Pfarrer

An der linken Seite hinter der Kanzel hängt eine hohe Bildertafel der nachreformatorischen Pfarrer der Kirche bis 1742. Die Bilder sind auf der Tafel nummeriert, spaltenmäßig von oben nach unten, dann nächste Spalte nach rechts:
1. Plebanus Wolfgangur, Pfarrer seit 1533, † 1553
2. Nicolaus Lortz, Pfarrer seit 1553, † 1577
3. Martinus v. Berge, Pfarrer seit 1578, versetzt 1587
4. Paulus Schroeter, Pfarrer seit 1587, † 1608
5. Andreas Nagel, Pfarrer seit 1609, † 1634
6. Michael Wererus, Pfarrer seit 1634, versetzt 1637
7. Nicolaus Pauschert, Pfarrer seit 1638, † 1678
8. Ludovic. Bernh. Zange, subst. 1665, Pfarrer seit 1678, † 1707
9. Joh. Nicol. Beck, Pfarrer seit 1707, † 1735
10. Joh. Georg Christ:stoltz (?), Pfarrer seit 1735, † 1742
11. Johann Gebhardus Pfeil, Pastor seit 1742, aet. XXVII

## Sonstiges
1979/80 wurde das Äußere der Kirche instand gesetzt, 1985 das Innere und 1993 die historische Orgel.

## Bilder der Kirche

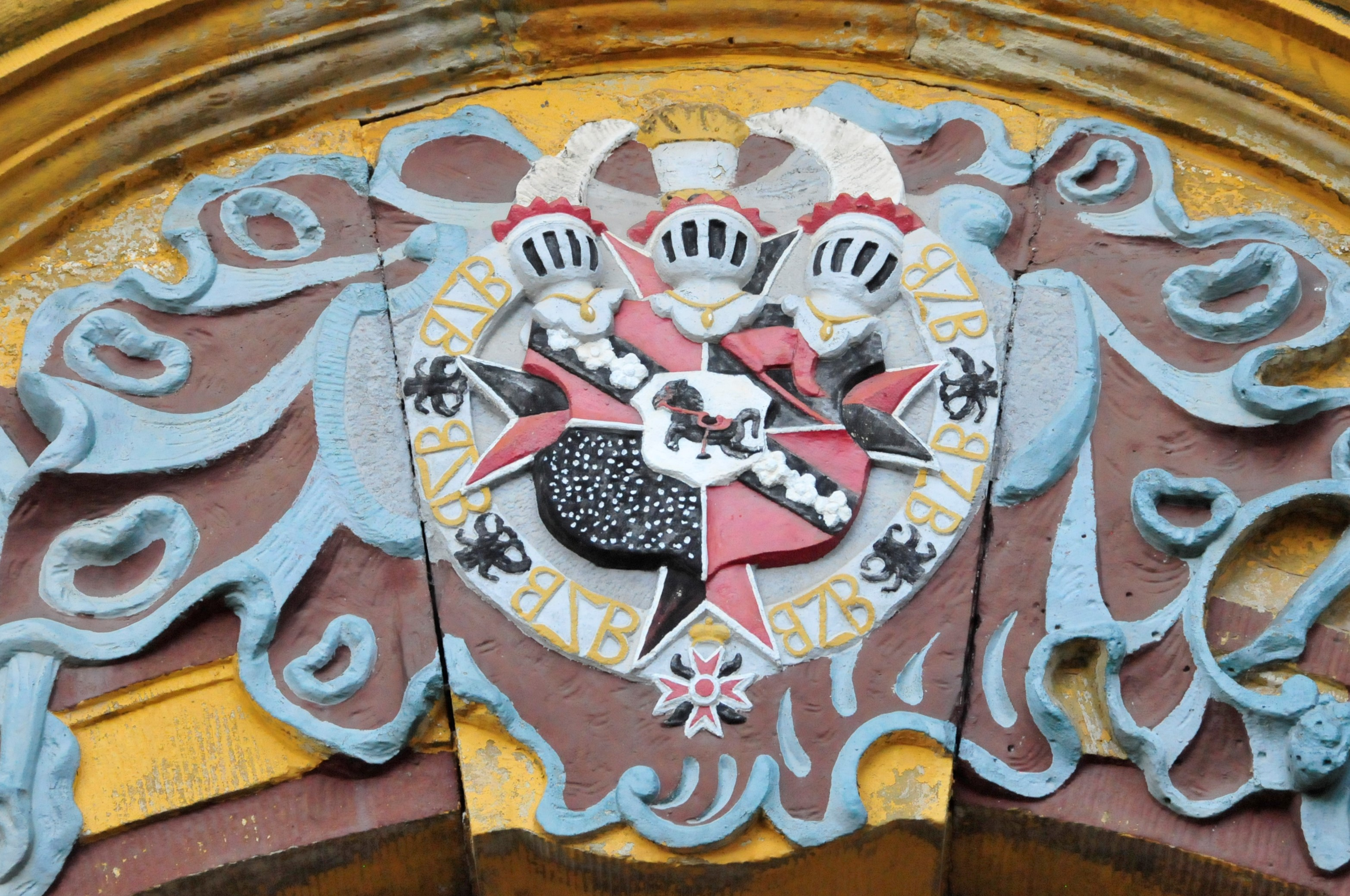
Wappen des Freiherrn von Röder über dem Portal der Nikolaikirche
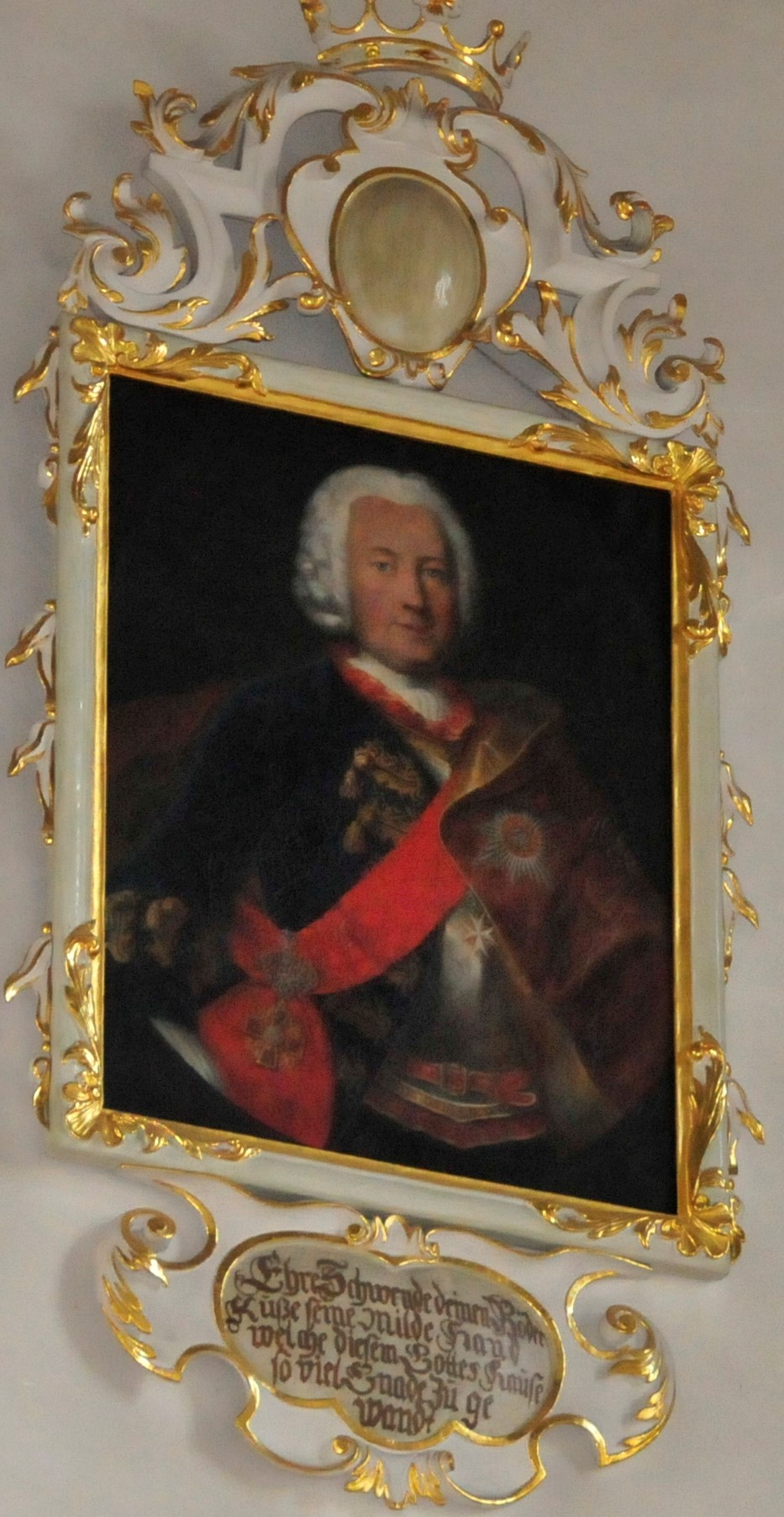
Porträt des Freiherrn von Röder in der Nikolaikirche
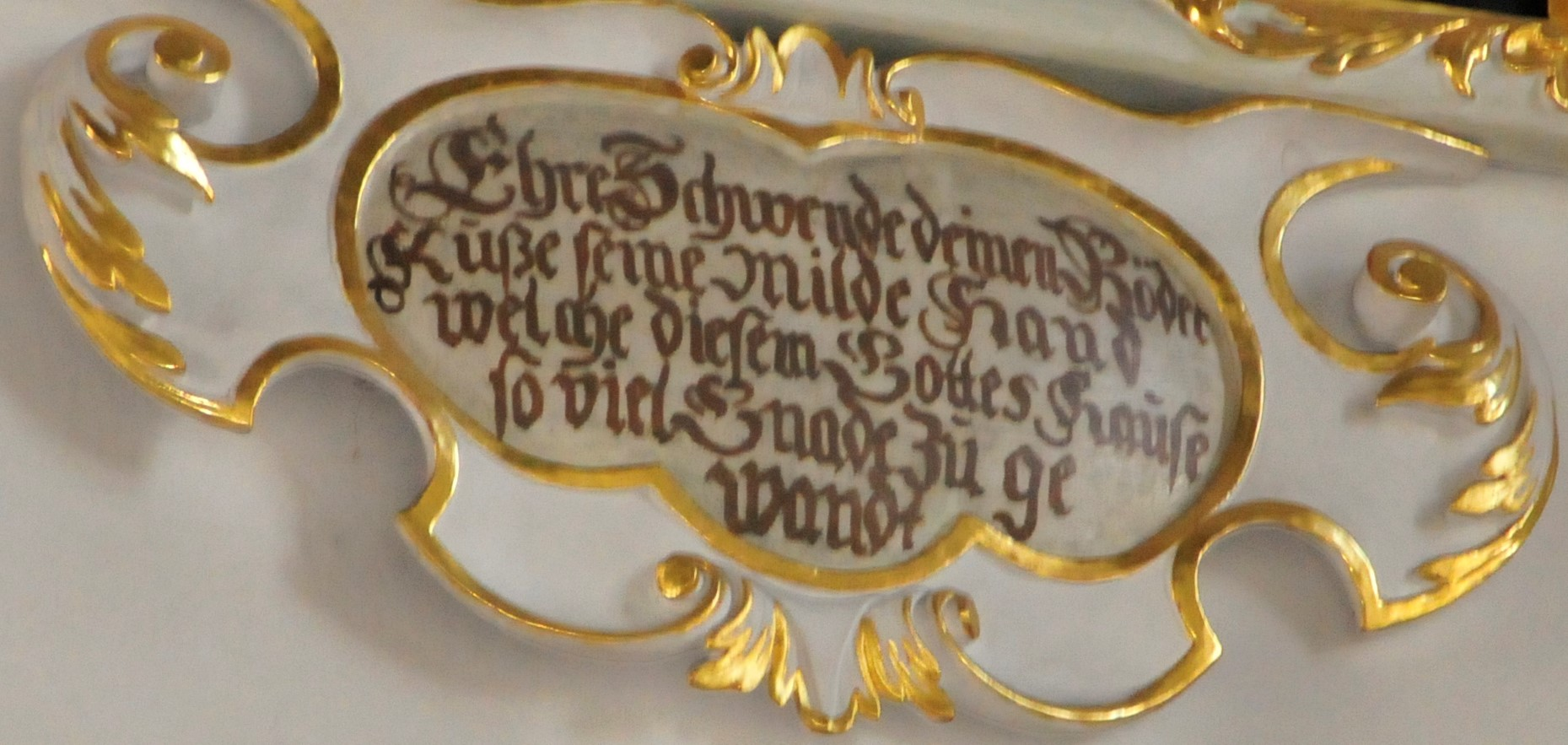
Widmung unter dem Porträt des Freiherrn von Röder (Text siehe Artikeltext)
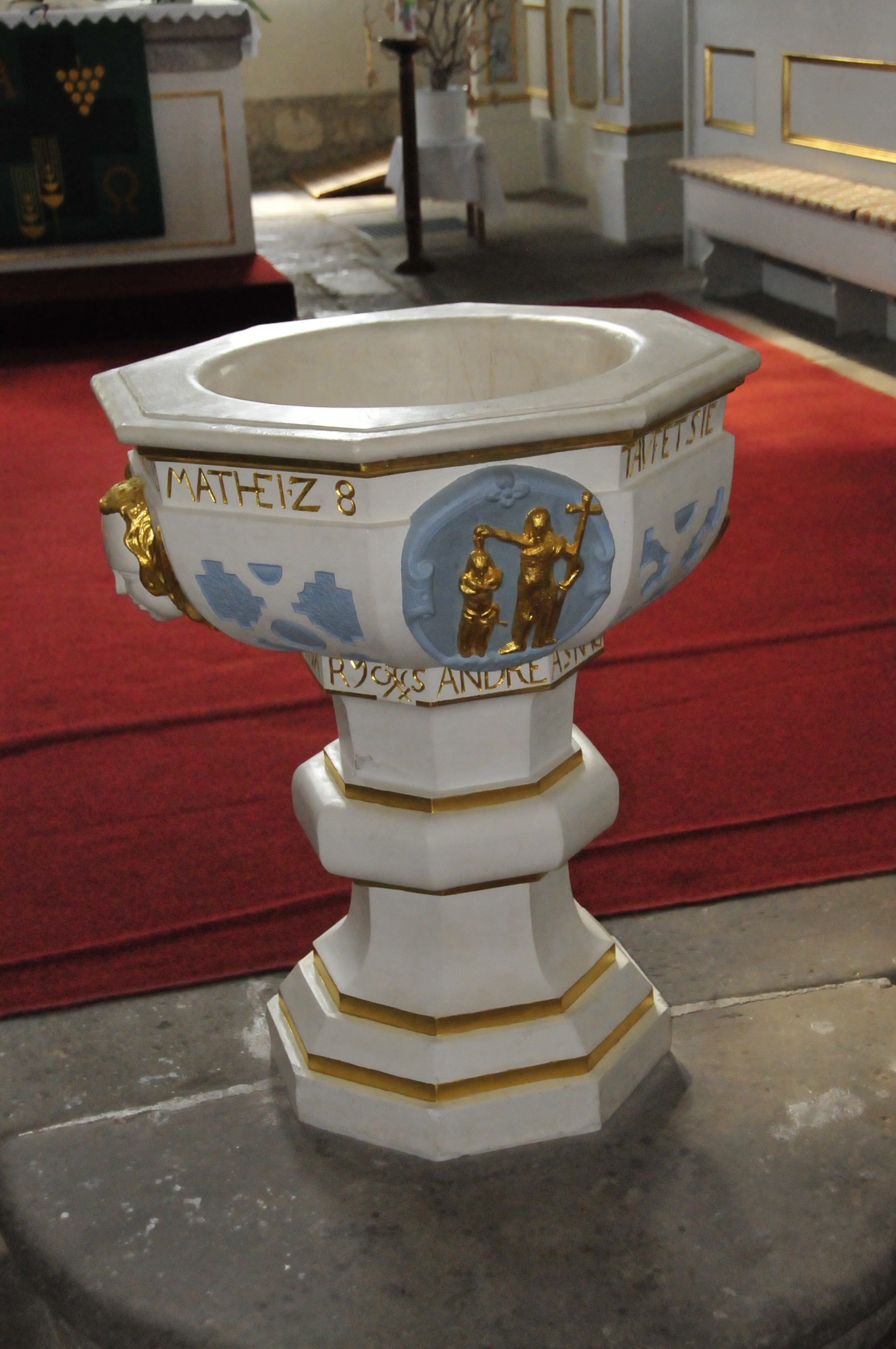
Taufbecken von 1617
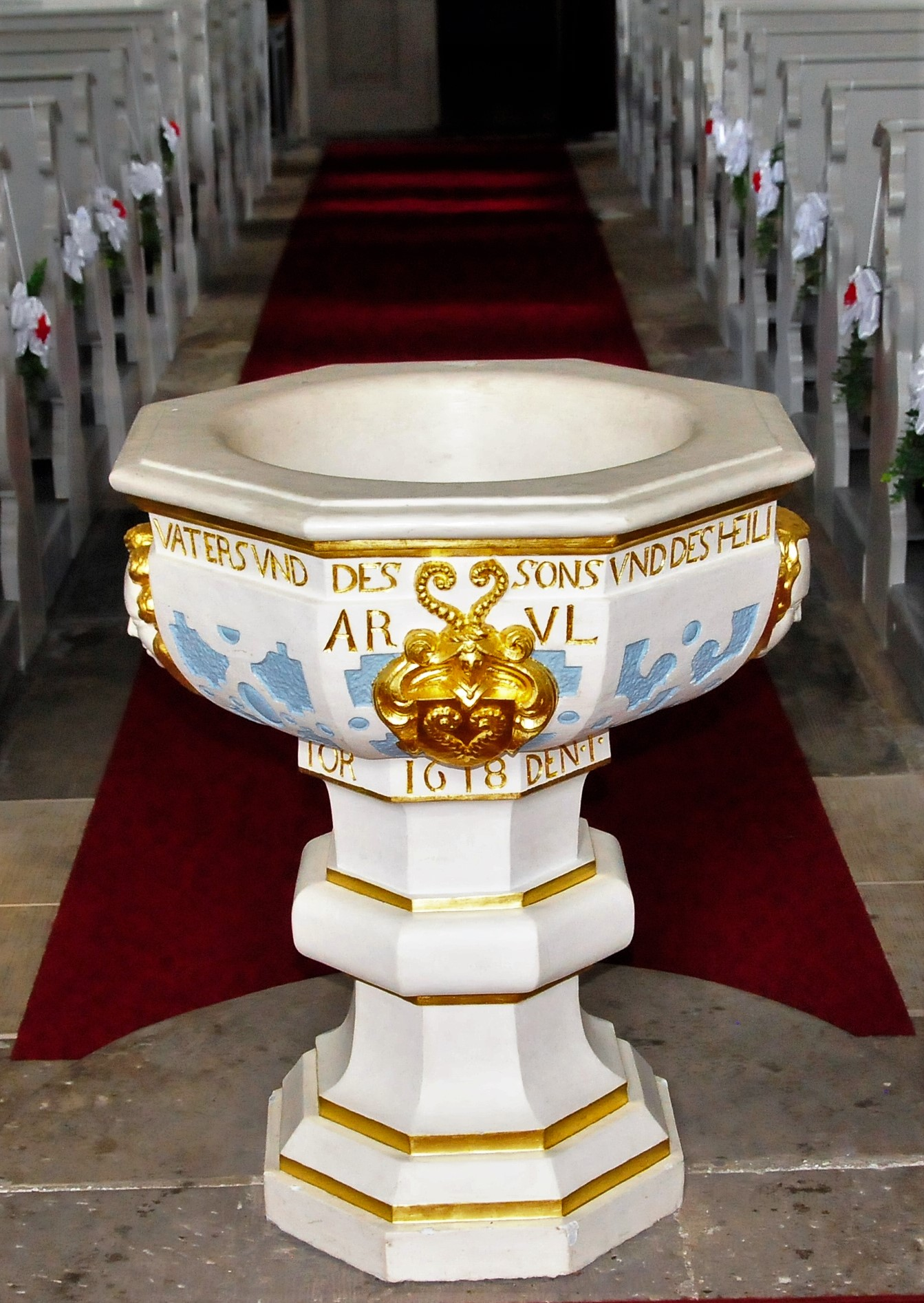
Taufbecken „Rück“seite
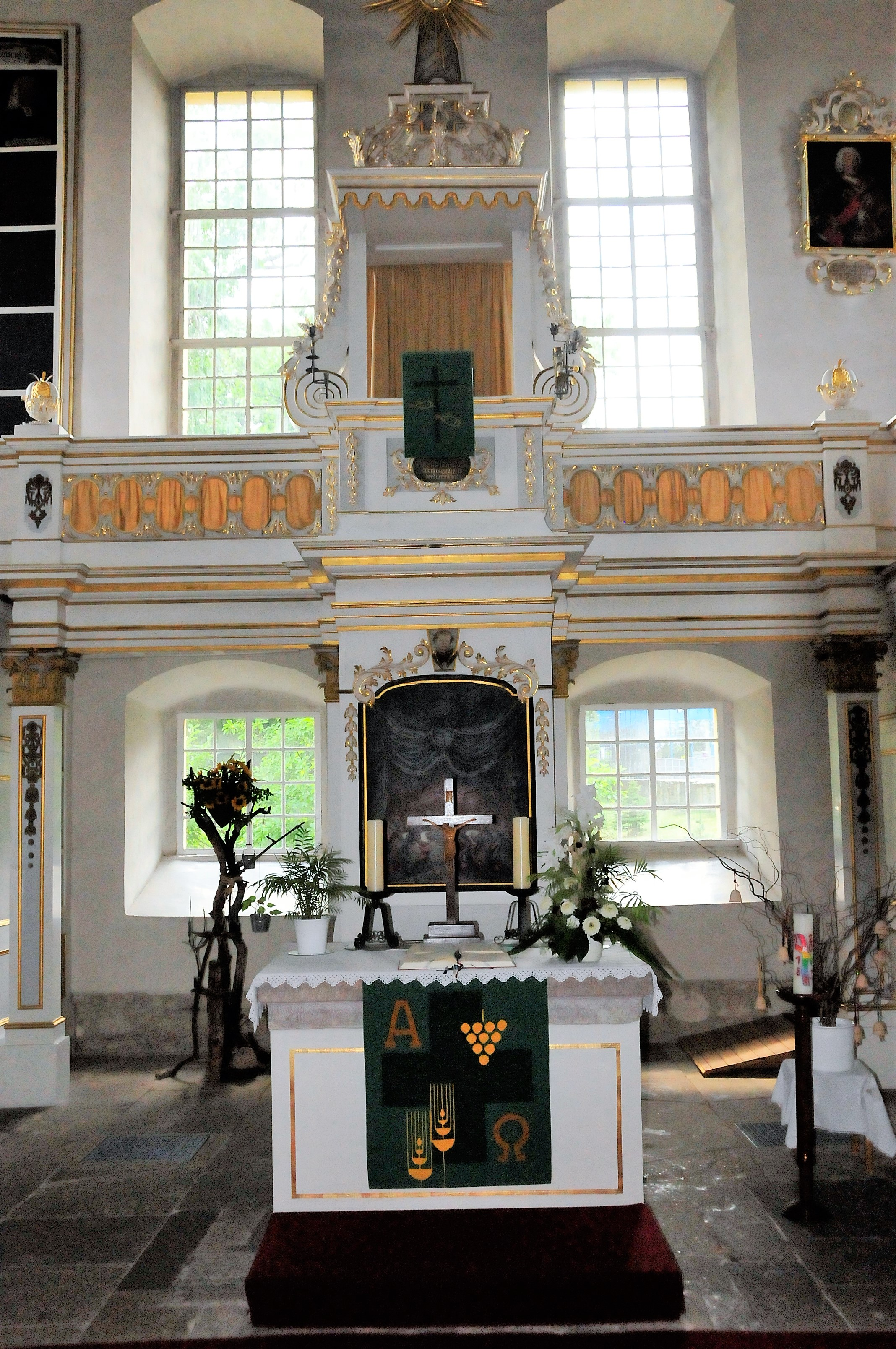
Altarraum mit Röderschem Adelsstand
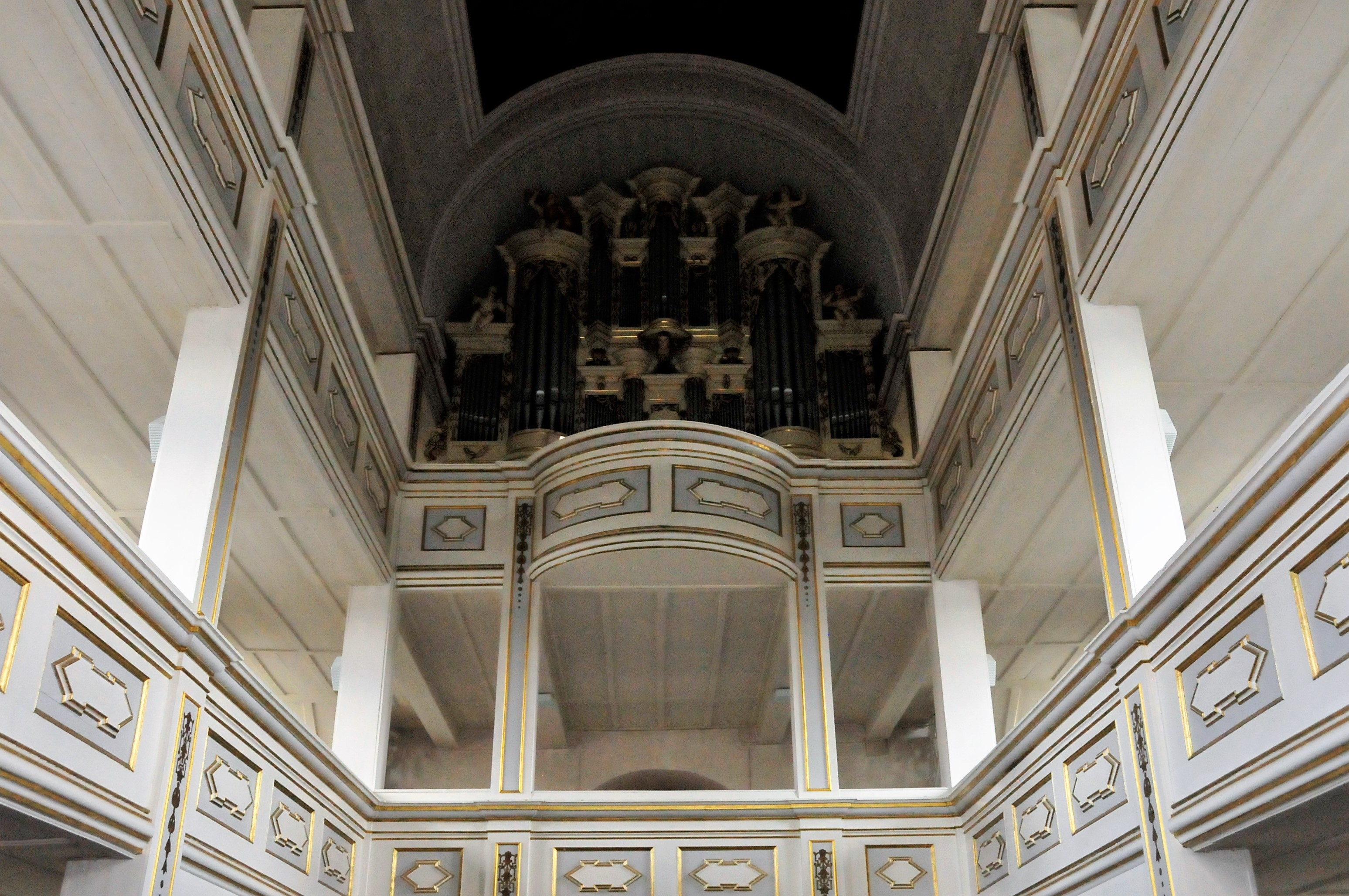
Blick in die Orgelempore
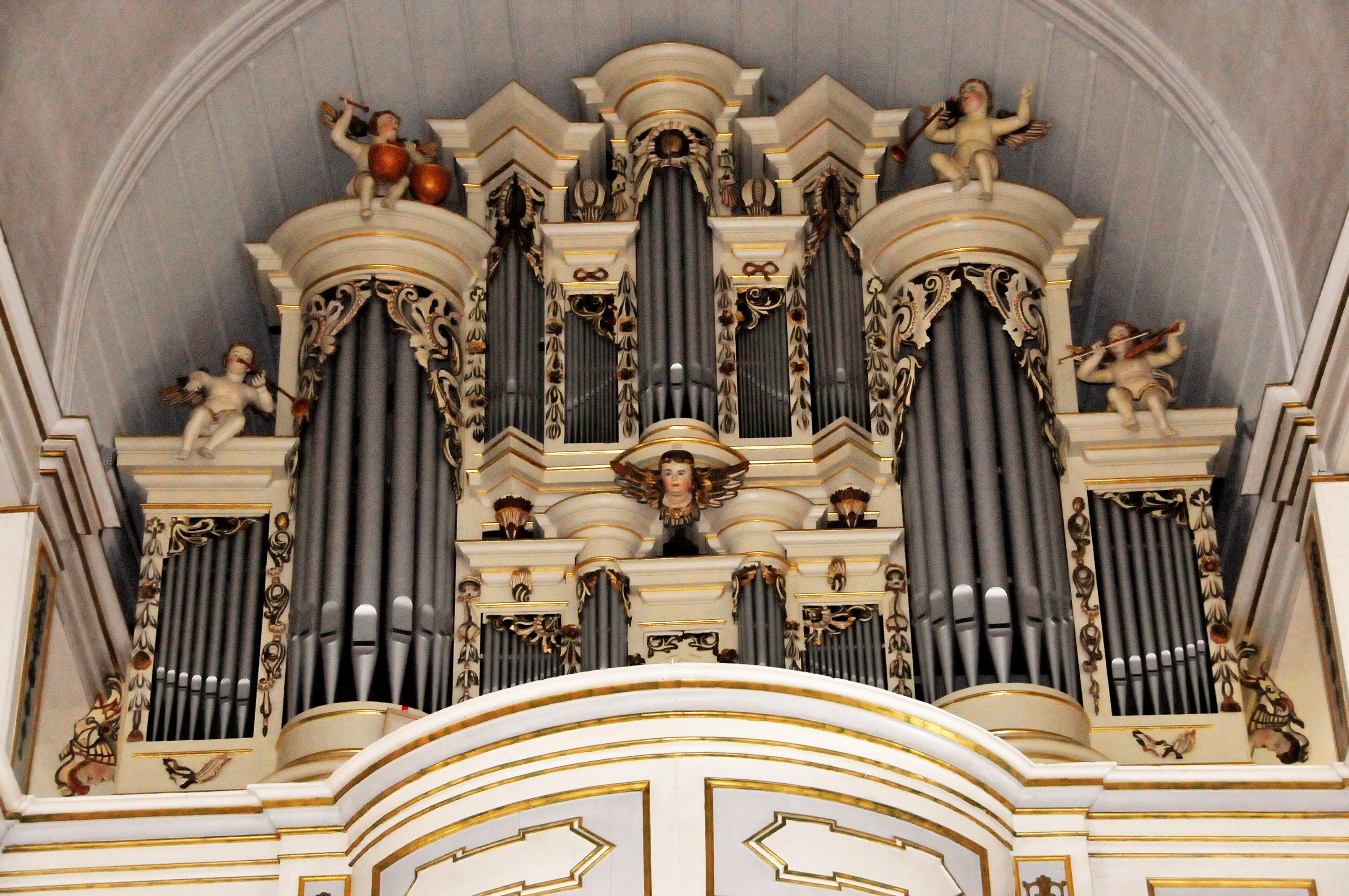
Knauf-Orgel von 1882